# Pollanisus edwardsi
Pollanisus edwardsi là một loài bướm đêm thuộc họ Zygaenidae. Loài này có ở miền nam Queensland đến Victoria.
Chiều dài cánh trước là 9–11 mm đối với con đực và 7-8.5 mm đối với con cái, nên chúng là loài lớn nhất trong chi Pollanisus. Có một lứa mỗi năm ở Victoria và New South Wales và 2 lứa ở Queensland.